# 清朝皇帝 (映画)
『清朝皇帝 第1部 紅花党の反乱／第2部 シルクロードの王女・香妃』（しんちょうこうてい だい1ぶ こうかとうのはんらん/だい2ぶ シルクロードのおうじょ・こうひ、原題：書劍恩仇錄／書劍恩仇錄之香香公主、英題：The Romance of Book and Sword／Princess Fragrance）は、1987年の香港・中国合作映画。監督はアン・ホイ（許鞍華）。VHS&LD邦題は『風と興亡 第1部 紅花党の反乱／第2部 シルクロードの王女・香妃』。DVD邦題は『書剣恩仇録 上巻 紅花会／下巻 香香（シャンシャン）公主』。

## 概要
乾隆帝漢人説という中国の民間伝承を踏まえた金庸の武俠小説『書剣恩仇録』を原作とした映画。製作当時は中国の開放がまだ進んでおらず、中国で仕事をした香港映画人は台湾から干される心配もあった。そうした時期に中国で大規模ロケを行い、中国人俳優を起用、しかも女性監督が手掛けた武俠映画というのは、多くの点で異色かつ最先端を行く取り組みだった。なお、ストーリーは全体的に原作を改編しており、結末も異なっている。
日本で公開された1989年当時、日本では原作者・金庸の名がほとんど知られていなかったため、歴史物を強調した『清朝皇帝』という邦題が付けられた。

## ストーリー

### 第1部 紅花党の反乱
清朝皇帝乾隆帝は、ある日滅満興漢を旗印にしている漢人の秘密結社「紅花党」の首領からの密書を手にし愕然とする。そこには乾隆が実は漢人だという秘密が記されていた。これが公になると天下崩壊の危機と、乾隆は紅花党の首領の命を奪う。一方、首領を失った紅花党は、若き陳家洛を次の首領とし、滅清を誓う。ある日清軍と他民族間の経典争いに巻き込まれた陳家洛は、そこで回族長の娘霍青銅（ホチントン）を助け経典を奪回、同時に紅花党と回族は友清の同盟を結んだ。やがて陳家洛は、杭州でお忍びの姿の乾隆と出会い、2人が実は兄弟であったことを知る。そして兄の平和への願いに心うたれた陳家洛は、互いに傷つけあわないことを誓うのだった。ところが乾隆は紅花党征伐を挙兵、反撃に出た紅花党は乾隆を六和塔に拉致し、たてこもった。この激しい戦いの中で、家洛は兄の皇帝としての複雑な立場と内面の苦労を知り、命を助け同盟の誓いをたてるのだった。

### 第2部 シルクロードの王女・香妃
回族の協力を求め砂漠を急ぐ陳家洛は、ここで美しい娘香香と出会うが、彼女は族長の次女で霍青銅の妹だった。その夜の宴で、香香は陳家洛を婚約者に選び、彼を愛する霍青銅は深く傷つく。その時清から宣戦布告の使者が訪れ、その返答のために清軍に出向いた家洛と香香はその帰り道、清軍の罠にはまり砂漠に孤立する。2人は霍青銅の優れた指揮で清の大軍を打ち破るが、陳家洛への思いに悩む霍青銅は、竜巻の中に身を投じた。2人は彼女の後を追い、気がつくと彼らは伝説の迷宮の中にいた。命からがらそこから脱出した霍青銅は妹のために身を引き、香香への愛を誓った陳家洛は北京へと向かった。季節は冬になり、宮廷の乾隆を訪ねた陳家洛は、そこで囚われの身の香香と再会する。家洛が去った後、清軍が回族を襲ったのだった。陳家洛は、香香と引き換えに紅花党に協力するという乾隆帝の言葉に、皇帝に身を捧げるよう香香に頼むが、絶望した彼女は純潔のまま自刃した。その頃紅花党撲滅を謀む乾隆は、鉄砲隊に氷上球技大会観戦中の紅花党の人々に向けて一斉射撃を命じる。すべてを失った陳家洛は、宮廷に仕え共に治世に協力するように説く乾隆をふりきって、一人西へと旅立つのだった。

## キャスト
- チャン・ドゥオフー（張多福） - 陳家洛
- ター・シーチャン（達式常） - 乾隆帝
- リウ・ジア（劉佳） - 霍青銅（ホチントン）
- アイヌイリー（阿依努爾） - 香香公主（香妃）
- グオ・ビーチュアン（郭碧川） - 文泰来
- ディン・ツイホァ（丁翠華）
- スン・チェンシー（孫晨曦）
- ユー・ダールー（余大陸） - 趙塵山
- チン・ホアン（秦煌）
- リュー・ヨンチュアン（呂永泉） - 無塵
- ウー・チュンシェン（武春生）
- ユー・リー（于莉）
- ガイ・リーリー（蓋麗麗）
- ワン・ホンタオ（王洪涛）
- ダン・ジエ（鄧婕）
- ホン・チャンロン（侯長栄） - 金魚同
- チェン・ヨウワン（陳友旺）
- 王景秋 - 章進